# Resolución 31/49 de la Asamblea General de las Naciones Unidas
La Resolución 31/49 de la Asamblea General de las Naciones Unidas, aprobada el 1 de diciembre de 1976, ratificó las resoluciones anteriores similares, pidió un aceleramiento de las negociaciones bilaterales y expresó sus reconocimientos por los esfuerzos del gobierno de la República Argentina de solucionar la Cuestión de las Islas Malvinas por la vía pacífica, facilitando el proceso de descolonización y promoviendo el bienestar de la población de las islas, e instó por primera vez a no adoptar decisiones unilaterales mientras el proceso recomendado por la Asamblea General y las negociaciones estaban en progreso. La resolución, en su punto 4, dice:

[...]. 4. Insta a las dos partes a que se abstengan de adoptar decisiones que entrañen la introducción de modificaciones unilaterales en la situación mientras las Islas están atravesando por el proceso recomendado en las resoluciones arriba mencionadas; [...].

Ese agregado motivó a que el Reino Unido votara en contra (único voto negativo), siendo aprobada por 102 votos, con 32 abstenciones (motivadas por el gobierno británico). De hecho, fue la primera resolución de la ONU sobre la Cuestión Malvinas que recibió un voto negativo del Reino Unido. Los votos a favor representaron el 75% de los miembros de las Naciones Unidas.

## Historia
El agregado lo realizó Argentina, ya que pese a que las negociaciones estaban en curso, el gobierno británico comenzó a realizar actos pretendidamente jurisdiccionales, relacionados con la exploración de los recursos naturales pesqueros y petroleros en las aguas circundantes a las islas en disputa, los cuales fueron protestados por el gobierno argentino. A partir de 1976 el Reino Unido intentó dilatar la negociación seria con la Argentina, quebrando las resoluciones pertinentes de la ONU y repudiando la buena fe argentina concretada en el Acuerdo de Comunicaciones de 1971. Lord Shackleton había llegado en enero de 1976 y en julio se publicó en Londres su informe sobre el futuro de la economía de las islas, detallando el potencial pesquero y petrolero.
La resolución tuvo presentes los párrafos relacionados con la cuestión Malvinas contenidos en la Declaración aprobada por la Conferencia de Ministros de Relaciones Exteriores del Movimiento de Países No Alineados, celebrada en Lima, Perú, entre el 25 y el 30 de agosto de 1975, y la Declaración aprobada por la Quinta Conferencia de Jefes de Estado o de Gobierno de los Países No Alineados llevada a cabo en Colombo, Sri Lanka, entre el 16 y 19 de agosto de 1976.
La Resolución 31/49 continúa siendo nombrada actualmente en las resoluciones de la ONU sobre la Cuestión Malvinas. El gobierno argentino también ha utilizado la Resolución 31/49 para protestar por los ejercicios militares británicos realizados en las islas y sus mares circundantes.
El 15 de junio de 2005, Rafael Bielsa, Canciller de Argentina, denunció al Reino Unido ante el Comité de Descolonización por continuar «efectuando actos unilaterales, violando la Resolución 31/49 de la Asamblea General». Los actos denunciados abarcaron desde la exploración de recursos petroleros hasta la entrega de licencias pesqueras en aguas de las islas, incluyendo la incorporación de todos los archipiélagos disputados (Malvinas, Georgias del Sur y Sandwich del Sur) al Tratado Constitutivo de la Unión Europea.